# Зилаир (нижний приток Сакмары)
Зилаир (устар. Урман-Зилаир) — река в России, протекает в Республике Башкортостан. Правый приток реки Сакмара. Длина реки составляет 158 км. Площадь водосборного бассейна — 1210 км².
Река Зилаир берёт начало неподалёку от хутора Красный Кушак. Течёт на юг. Устье реки находится около деревни Акъюлово в 472 км по правому берегу реки Сакмара. На реке расположено село Зилаир.

## Притоки
(расстояние от устья)
- 17 км: река Большая Узала (пр)
- 17 км: родники ключ Купурус
- 36 км: река Большой Бутурус (лв)
- 37 км: ручей Угора
- 51 км: родники ключ Кургашла (руч. Второй)
- 60 км: родники ключ Смородный
- 78 км: река Большой Шар (лв)
- 78 км: река Емашла (пр)
- 92 км: ручей Столичный
- 135 км: река Сатла (лв)
- 141 км: река Имгашла (лв)

## Данные водного реестра
По данным государственного водного реестра России относится к Уральскому бассейновому округу, водохозяйственный участок реки — Сакмара от истока до впадения реки Большой Ик. Речной бассейн реки — Урал (российская часть бассейна)